# Gina Yashere
Gina Yashere, född 6 april 1973, är en brittisk komiker. Tidigare arbetade hon som hissmaskinist.
1996 var hon finalist i tävlingen Hackney Empire New Act of the Year. Hon har deltagit i program som Mock the Week, Last Comic Standing och Raw Comedy Club. Hon var, som första britt, med i Def Comedy Jam 2008. Yashere har även släppt två DVD:er, en 2006 och en 2008.